# Steve Pegram
Steve Pegram est un producteur et animateur américain, spécialisé dans le cinéma d'animation.

## Biographie
Pegram est d'abord animateur sur le film Qui veut la peau de Roger Rabbit avant d'être engagé par les studios Amblimation et de travailler dans l'animation ainsi que dans la réalisation secondaire des films du studio. À la fermeture du studio, il est transféré à DreamWorks Animation.
En 2000 commence à travailler dans le domaine de la production, notamment sur le film La Route d'Eldorado. Il est producteur associé de Souris City en 2006 avant de produire Sacré Pétrin en 2008 et Mission : Noël.

## Filmographie

### Comme producteur
- 1998 : Le Prince d'Égypte (superviseur de production)
- 2000 : La Route d'Eldorado (manager de production)
- 2006 : Souris City (producteur associé)
- 2008 : Sacré Pétrin
- 2011 : Mission : Noël

### Comme animateur
- 1988 : Qui veut la peau de Roger Rabbit
- 1991 : Fievel au Far West
- 1993 : Les Quatre Dinosaures et le Cirque magique

### Comme assistant-réalisateur
- 1995 : Balto, chien-loup, héros des neiges